# Зец, Эрмин
Э́рмин Зец (босн. Ermin Zec; 28 марта 1988, Бугойно, СФРЮ) — боснийский футболист, игравший на позиции нападающего. Выступал за сборную Боснии и Герцеговины.

## Биография

### Клубная карьера
Эрмин Зец является воспитанником клуба «Искра» из родного города Бугойно, там он и начал профессиональную карьеру. Летом 2007 года перешёл в хорватский «Шибеник», клуб за него заплатил 10 тысяч евро. В чемпионате Хорватии дебютировал 21 июля 2007 года в матче против загребского «Динамо» (5:0). В сезоне 2008/09 стал лучшим бомбардиром клуба забил 14 мячей в 27 матчах. В октябре 2008 года появилась информация что Зецом интересуется донецкий «Шахтёр». В декабре 2009 года стал лучшим игроком чемпионата Хорватии, по опросу капитанов команд первенства и также стал лучшим молодым футболистом Боснии и Герцеговины 2009 года. Также в декабре появилась информация, что у Зеца не было разрешения на работу в клубе «Шибеник».
В зимнее межсезонье 2009/10 к Зецу проявляли интерес ряд европейских клубов: немецкие «Вердер», дортмундская «Боруссия», «Гамбург», «Ганновер 96», французский «Пари Сен-Жермен», английский «Портсмут», турецкий «Галатасарай», голландский «ПСВ» и донецкий «Шахтёр».

### Карьера в сборной
Выступал за молодёжную сборную Боснии и Герцеговины. В сборной Боснии и Герцеговины дебютировал при тренере Мирославе Блажевиче 19 ноября 2008 года в матче против Словении (3:4), Зец вышел на 77-й минуте вместо Джемала Берберовича.